# Assignat

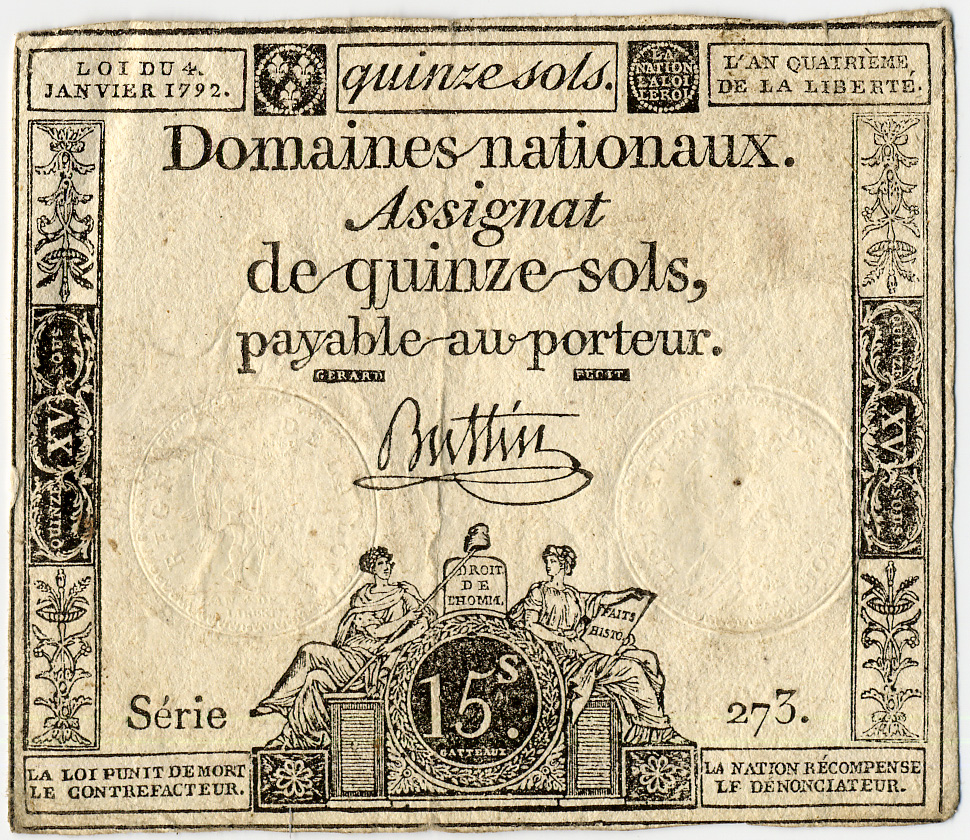
Assignat über 15 Sols von 1792, mit monarchischen Symbolen

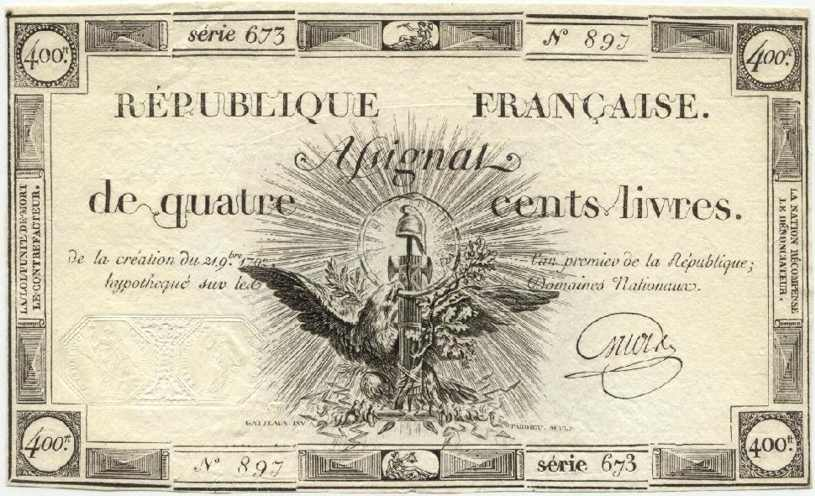
Besonders gestalteter 1. Assignat der 1. Französischen Republik vom 21. September 1792 über 400 Livres

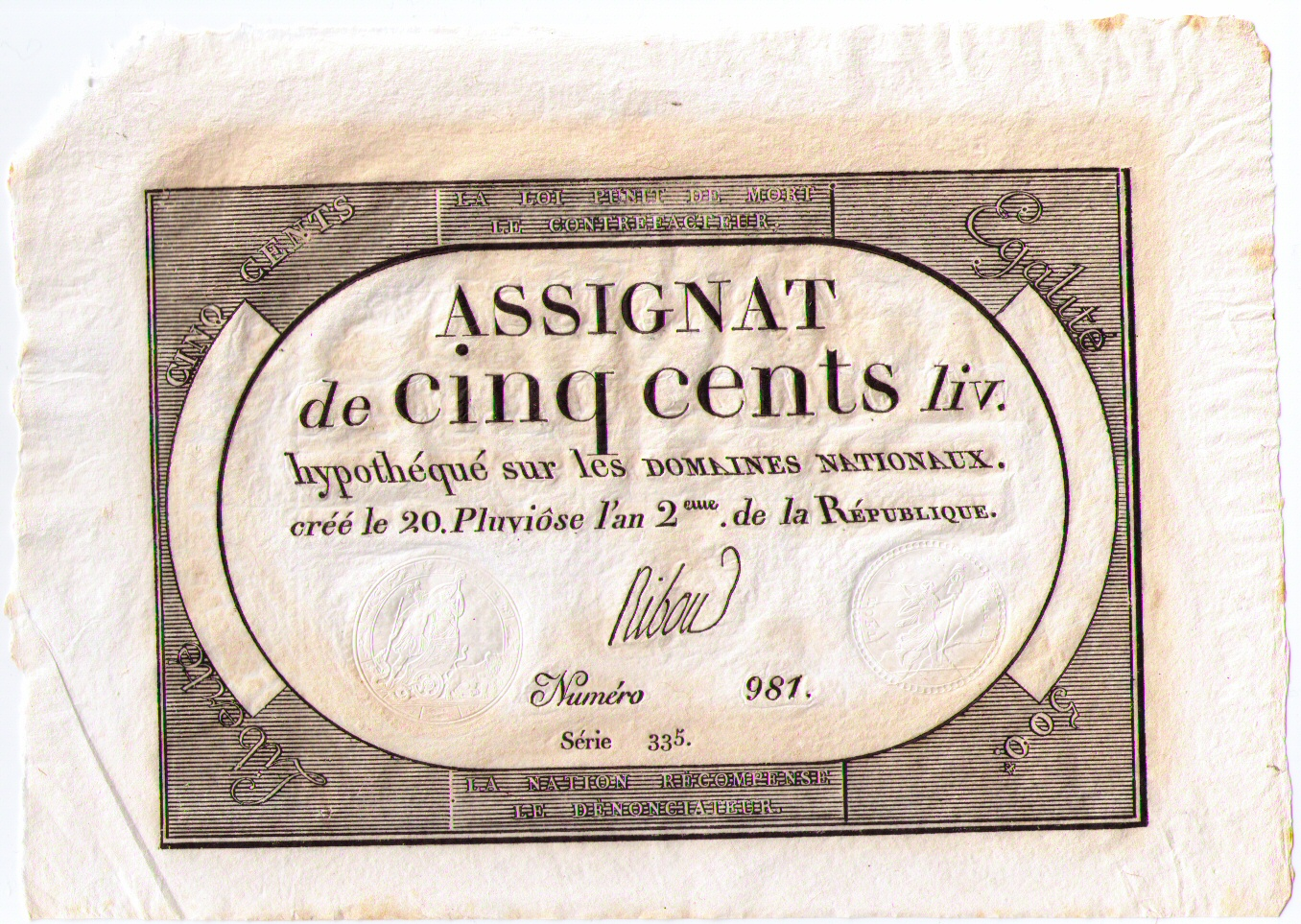
Assignat über 500 Livres von 1794

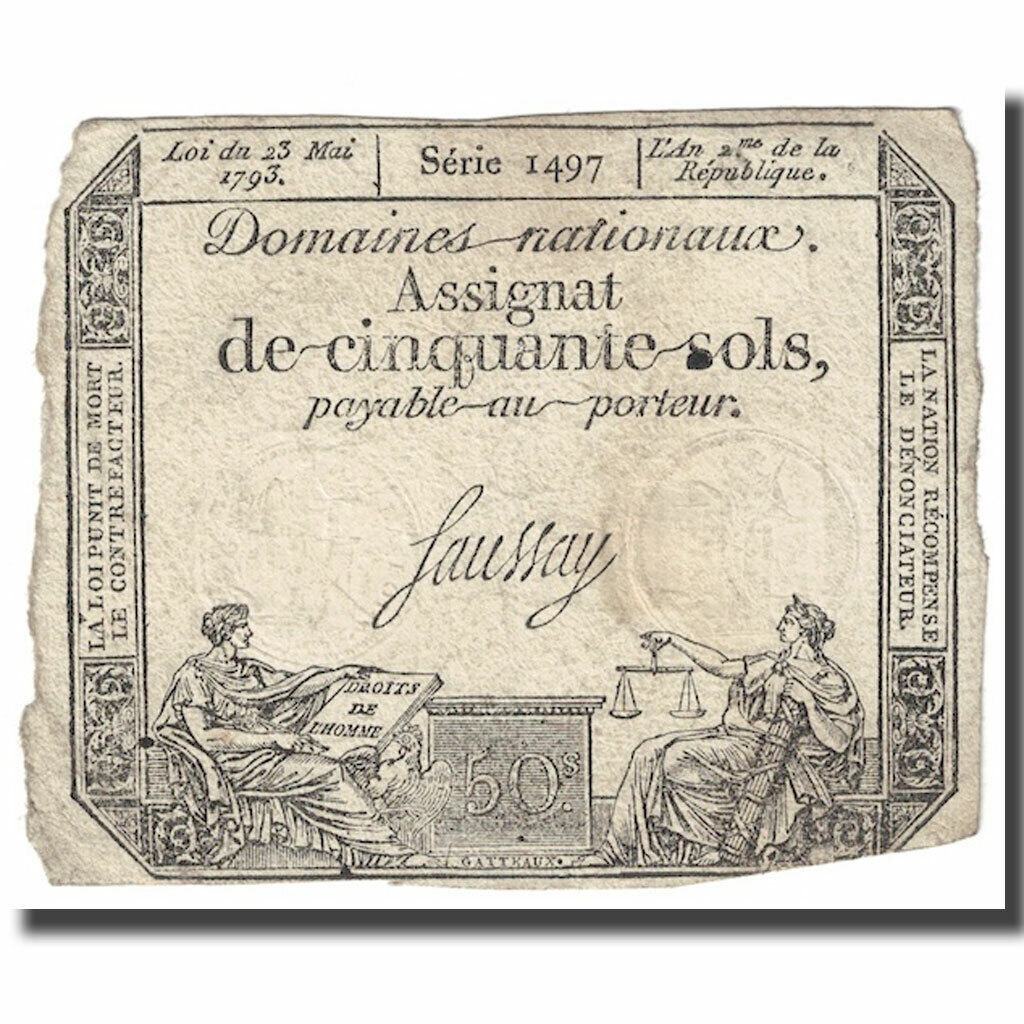
Assignat über 50 Sols von 1793

Die Assignaten (von französisch l’assignat ,Anweisung‘) waren das während der Französischen Revolution verwendete Papiergeld. 1789 eingeführt, wurden sie 1796 durch Territorialmandate als neues Papiergeld abgelöst. Auch dieses Zahlungsmittel wurde bald demonetisiert.
Im Dezember 1789 beschloss die Nationalversammlung, die Kirchengüter zugunsten des Staates einzuziehen, um damit die enorme Schuldenlast abzubezahlen und den anstehenden Haushalt zu bestreiten. Da man nicht hoffen konnte, innerhalb kurzer Zeit den Landbesitz zu verkaufen, zahlte man den Kreditgebern die Schuld in Form von Assignaten, die die Rolle von Staatsanleihen hatten und anfangs verzinst waren. Diese konnten gegen die zur Verfügung stehenden Landgüter eingetauscht werden, wurden aber vornehmlich in Umlauf gebracht und entwickelten sich dadurch zum allgemeinen Zahlungsmittel.
Dadurch, dass der Wert des Papiergeldes angeblich vollständig durch den zum Verkauf stehenden Landbesitz gedeckt und verzinst sei, hoffte man, dass das neue Papiergeld das Vertrauen der Bevölkerung rasch gewinnen würde. Zeitweilig war der Besitz und Handel mit Gold- und Silbergeld bei hoher Strafe verboten und die Bevölkerung wurde zur Abgabe an den Staat aufgefordert, um so die Akzeptanz der Assignaten als allgemeines Zahlungsmittel zu erzwingen.

## Erst Assignate – dann Mandate
Bereits ab 1769 wurden in Russland Assignaten ausgegeben. Die ersten französischen Assignaten wurden ab dem 14. Dezember 1789 ausgegeben. Hiervon erwartete die Konstituante, die ihre Ausgabe beschlossen hatte, eine Lösung der französischen Finanzkrise und eine Stabilisierung der Staatsfinanzen. Anfänglich hatte das neue Geld eine wohltuende Wirkung. Die französische Wirtschaft wurde belebt und die Bauern solidarisierten sich durch das verteilte Land mit der Revolution. Schon im folgenden Jahr wurde allerdings die Verzinsung aufgegeben. Mit der Zeit wurden durch die Regierung immer mehr Assignaten in Umlauf gebracht, was eine starke Inflation zur Folge hatte, wozu auch die allgemeine politische Instabilität beitrug. Zahlreiche englische Fälschungen ließen das Vertrauen in die Assignaten-Währung zusätzlich sinken.
Schon im Februar 1793 hatten sie nur noch 50 Prozent ihres ursprünglichen Wertes. Es kam zum Horten von Lebensmitteln, was die Jakobiner jedoch am 26. Juli per Gesetz verboten; am 29. September wurde weiterhin ein Preismaximum für bestimmte Lebensmittel vorgeschrieben.
Das konnte die Inflation jedoch nur vorübergehend bremsen. Im April 1795 sank der Wert der Assignaten auf 8 Prozent. Viele Kaufleute weigerten sich daraufhin, Papiergeld anzunehmen, wodurch die in Assignaten bezahlten Arbeiter verarmten.
Im Februar 1796 entschloss sich das Direktorium, die Assignaten im Kurs von 30:1 durch Territorialmandate (mandats territoriaux) zu ersetzen. Am 18. März 1796 wurden die Assignaten abgesetzt und von den Territorialmandaten abgelöst. Deren Geldbetrag war auf 2,4 Milliarden Francs anfänglich limitiert – sie konnten theoretisch unmittelbar gegen Staatsgüter eingetauscht werden. Auch die Mandate verfielen jedoch rasch auf etwa 3 Prozent ihres ursprünglichen Wertes bis kurz vor ihrer Verrufung am 4. Februar 1797. Noch vor der Verrufung aller Assignate und Mandate wurde in den damals von Frankreich besetzten linksrheinischen Gebieten um Köln und Mainz versucht, dieses nun fast wertlos gewordene französische Papiergeld noch schnell in deutsches vollwertiges Silbergeld umzuwechseln. Am 21. Mai 1797 wurden alle Assignaten und Mandate endgültig für ungültig erklärt. Zu diesem Zeitpunkt wollte der Finanzminister Dominique Ramel den Staatsbankrott erklären. Da in beiden Kammern (conseils) des Parlaments eine monarchistische Mehrheit die Aktionen des Direktoriums sabotierte, konnte er seinen Plan nicht umsetzen. Am 18. Fructidor des Jahres V (4. September 1797) ließen die drei Direktoren  Barras, Reubel und La Révellière-Lépaux das Parlament auflösen und übernahmen die Macht. Schon ab dem 15. August 1795 begann man schrittweise die neue dezimalgeteilte Franc-Währungsreform stillschweigend vorzubereiten. Man begann mit der Prägung von ersten kupfernen Centime- und Décime-Scheidemünzen sowie silbernen 5-Franc-Münzen als neue Standard-Kurantmünze ab dem Prägejahr 4 (1795–1796). Am 30. September 1797 ließ der Finanzminister Dominique Ramel den Handel mit Staatspapieren einstellen und stornierte alle Staatsschulden und erklärte den Staatsbankrott für Frankreich. Einige zehntausend Pariser Rentiers waren ruiniert.

## Nachwirkung
Nach Karl-Heinz Brodbeck reflektierte der Dichter Johann Wolfgang von Goethe in seinem Werk Faust. Der Tragödie zweiter Teil und dort in der Gestalt des Mephisto, der das Papiergeld einführt, insbesondere Erfahrungen, die während der Französischen Revolution mit der Inflation des Papiergelds, den Assignaten und den Territorialmandaten, gemacht wurden. Goethe hatte sich in zehn Jahren als Finanz- und Wirtschaftsminister am Weimarer Hof in umfangreichen Studien auch mit der Ökonomie und mit den Wirkungen der Geldschöpfung beschäftigt.